# كينيث ماكيفوي
كينيث ماكيفوي (بالإنجليزية: Kenny McEvoy)‏ من مواليد (4 ديسمبر 1994)، لاعب كرة قدم أيرلندي.
يشتهر بتشابهه الكبير بلاعب نفس النادي السابق غاريث بيل كما يلعب كجناح مثله أيضًا.
انضم لأكاديمية توتنهام هوتسبر في يوليو عام 2011، وذاع صيته بعد إحرازه لسبعة أهداف في تسعة مباريات في الدوري الإنجليزي الممتاز (تحت-18) وثلاثة أهداف في ثلاث مباريات في كأس الاتحاد الإنجليزي للشباب. كما تطور الأداء في فريق (تحت-21) بمشاركته في 11 مباراة محرزًا ثلاثة أهداف.

## وصلات خارجية
- كينيث ماكيفوي على موقع الاتحاد الأوربي (الإنجليزية)
- كينيث ماكيفوي على موقع قاعدة بيانات كرة القدم.إي يو (الإنجليزية)
- كينيث ماكيفوي على موقع Soccerbase.com (لاعب) (الإنجليزية)
- كينيث ماكيفوي على موقع Soccerway.com (الإنجليزية)
- صفحة اللاعب على موقع الاتحاد الأوروبي لكرة القدم
- صفحة اللاعب على موقع نادي توتنهام
- صفحة اللاعب على موقع نادي بيتربوروه